# 제임스 오글소프

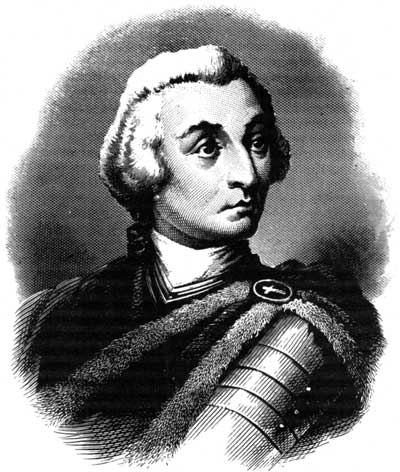
제임스 오글소프

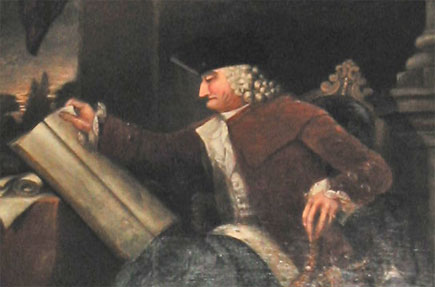
제임스 오글소프(조지아 의사당)

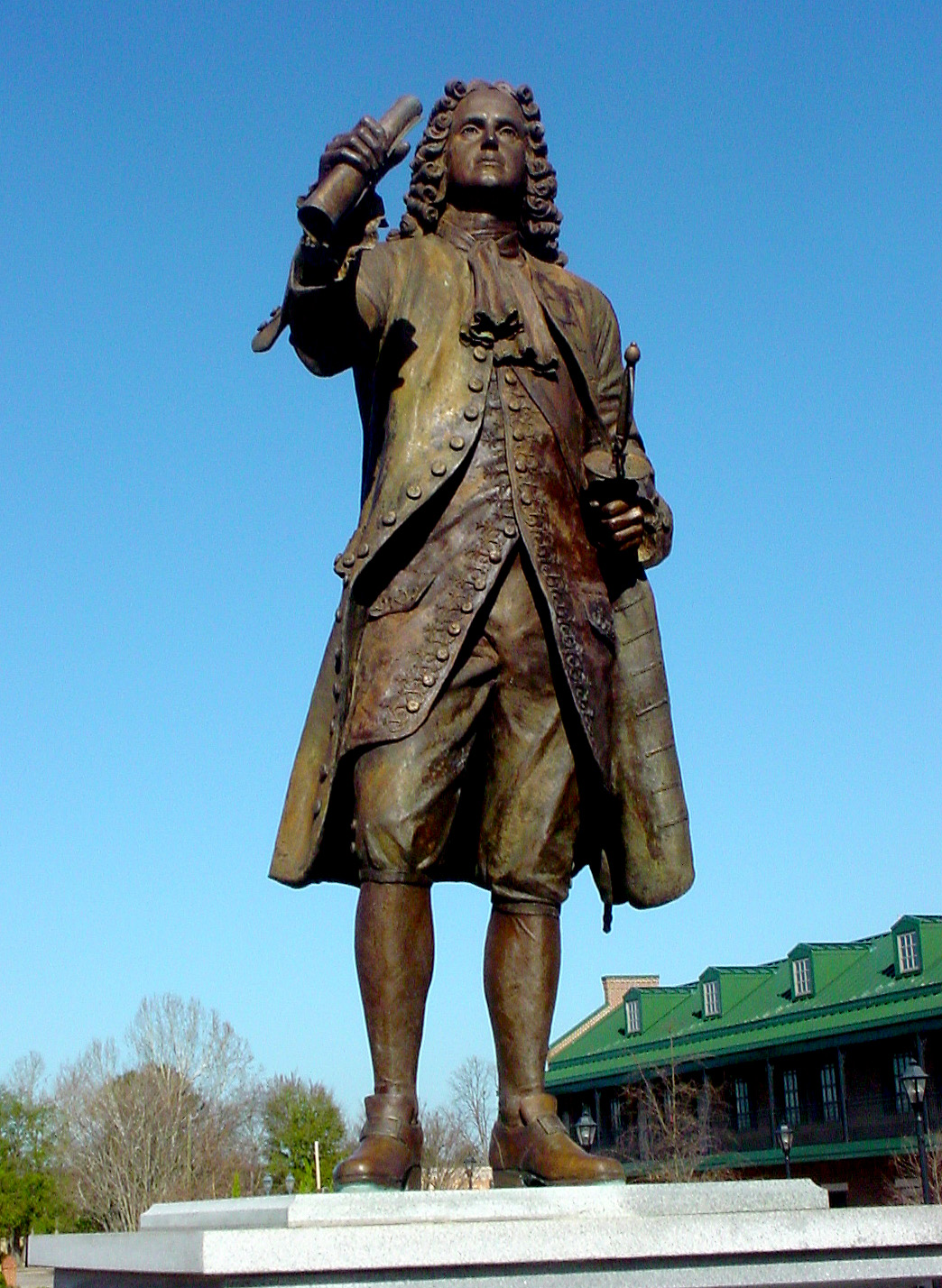
제임스 오글소프의 동상

제임스 에드워드 오글소프(James Edward Oglethorpe, 1696년 12월 22일 - 1785년 6월 30일)는 영국의 장군이자, 의회의 의원, 그리고 박애주의자였으며, 조지아 식민지를 설립한 설립자였다. 사회개혁가로서 영국의 빈민, 특히 빚으로 감옥에 간 이들을 신대륙으로 이주시키고자 했다.
프리메이슨의 멤버로, 조지아 식민지, 사바나의 도시 계획에 착수, 현재 존슨 광장에 동상 이 세워져있다. 단순한 식민지의 건설자일 뿐만 아니라 식민지를 방어한 장군으로도 불리고 있다.

## 생애
오글소프는 웨스트브룩에 있는 서레이에서 테오필러스 오글소프(1650–1702)와 엘레노어 레이디 오글소프(1662–1732)의 아들로 태어났다. 그는 1714년 옥스퍼드에 있는 코퍼스 크리스티 대학에 입학지만, 같은 해 대학을 자퇴하고 사부아 공자 외젠 휘하의 군대에 입대를 한다. 제1대 말버러 공작 존 처칠의 추천으로 공작의 부관이 되었으며, 1716년부터 1718년까지 진행된 오스트리아-투르크 전쟁에서 터키군에 뛰어난 성과를 보이며 복무를 했다.
1722년 잉글랜드로 돌아와 해슬미어 대표로 의회의 의원으로 선출되었다. 그는 박애주의자의 주요 인물이 되었다. 1728년 의회에서 해병의 옹호자라는 익명의 출판물을 통해 영국 해군의 해병들이 겪고 있는 열악한 환경의 개혁을 주창했다.
또한 런던에서 투옥되어 있는 부채 범죄인들의 환경을 개선해 달라는 운동을 펼쳤다. 이런 파산한 사람들에게 피난처를 제공할 목적으로 또한 유럽 대륙에서 억압받는 개신교도들을 위해서 그는 사우스 캐롤라이나 식민지와 스페인령 플로리다 지역의 사이에 미국 식민지에 이들을 정착시켜야 한다고 주장했다.

### 조지아 식민지의 건설
조지아 식민지에 대한 생각을 구체화하기 3년 전인 1728년, 그는 의회에서 감옥 개혁 분과의 위원장이 되었다. 그는 투옥된 3명의 끔찍한 파산자에 대한 보고서를 제출했다. 이 위원회 활동의 결과로 많은 파산 죄수들이 지원도 받지 않은 채로 석방되었다. 오글소프는 이것이 또 다른 도시화 문제를 야기할 것이라고 생각했다.
1733년 양가의 딸과 결혼했고, 그 해에 기술 장교로 사바나에 부임했다.
박애주의자였던 그는 빚 때문에 고생한 사람들의 피난처를 만들자는 미국 땅에 오게 되었다. 오글소프가 사바나에서 실시한 계획은 토지를 중앙과 공원, 농장 구획으로 나누어, 광장 격자 도로의 배치, 공유지 또는 공용 공간이 배치되어, 40개의 뜰 택지로 만드는 지역을 조직화하여 정비하고 이주민들에게 18개월 이내에 주택을 만들어, 10년에 걸쳐 10에이커의 농장을 경작지로 정비하도록 장려했다.
1740년에는 조지아에서 플로리다로 침입했지만 철수를 하고 산 마르코스에 침공한다. 노예폐지론자이자 1778년, 흑인 빈곤층 해방위원회를 설립하고 노예 해방과 서부 아프리카 정착에 노력하고 시에라리온에 회사를 설립했고, 프리타운 발전에 기여했다.

## 같이 보기
- 조지아 식민지